# 弘前市立第四中学校
弘前市立第四中学校（ひろさきしりつ だいよんちゅうがっこう）は、青森県弘前市大字樹木5丁目にある公立中学校。
地元では「四中」（よんちゅう）とも呼ばれる。

## 沿革
- 1947年（昭和22年）
  - 4月1日 - 本町1丁目1番地[1]にある青森師範学校附属小学校の一部を借用し、弘前市立第四中学校として創立[2]。
  - 4月22日 - 開校式挙行[2]。
- 1948年（昭和23年）4月26日 - 下白銀町20番地の和徳中学校（後の中央高校グランド）の北側校舎を借用し、移転[2]。
- 1952年（昭和27年） - 樹木5丁目2番6号（現在地）に校舎建設。
- 1953年（昭和28年）
  - 1月10日 - 新校舎第一期工事竣工[2]。
  - 2月5日 - 新校舎に移転[2]。
  - 8月31日 - 第二期工事竣工[2]。
- 1954年（昭和29年）4月1日 - 弘前市内の中学校としては初となる特殊学級設置[2][1]。
- 1955年（昭和30年）8月27日 - 体育館竣工[2]。
- 1957年（昭和32年）1月1日 - 校旗樹立、及び帽章と校歌制定[2]。
- 1961年（昭和36年）9月30日 - 青柳小学校に併設していた清水中学校を第四中学校に併合[2]。
- 1963年（昭和38年）
  - 2月11日 - 実質統合[2]。
  - 3月25日 - 鉄筋3階建12教室等竣工[2]。
- 1981年（昭和56年） - 新校舎建設[3]。
- 1982年（昭和57年）9月5日 - 増築校舎・柔剣道場落成記念式典挙行[1]。
- 1983年（昭和58年）5月26日 - 鰺ヶ沢町へ写生遠足に来ていた最中に日本海中部地震に遇うが、生徒たちは高台に避難し、全員無事だった[4]。
- 1995年（平成7年）3月 - 屋内運動場改築工事[5]。
- 2011年（平成23年）8月11日[6] - 新校舎完成。
- 2013年（平成25年） - 新校舎落成式挙行[4]。
- 2017年（平成29年）11月24日 - 本校体育館にて、創立70周年記念式典挙行。

## 学区
清水富田(字清水流を除く)、小沢(字山崎)を除く、坂元、大原1～3丁目、桜ヶ丘全域、大開1～4丁目、金属町、青樹町、自由ケ丘全域、茜町3丁目の一部、悪戸、下湯口、本町、元長町、元大工町、上白銀町、塩分町、森町、覚仙町、在府町、相良町、茂森町、西茂森1・2丁目、茂森新町1～4丁目、南塘町、常盤坂1～4丁目、新寺町、新寺町新割町、北新寺町、桔梗野全域、樹木全域、旭ケ丘全域、緑ケ丘全域、清水全域、若葉全域、清富町

## 交通
- 弘南バス四中校前停留所。
  - 茂森新町→弘前駅線・弘前駅 - 久渡寺線
    - 茂森新町弘前駅線は、平日朝6時台の弘前駅行の片方向運行[8]。

## 著名な卒業生
- 櫻田宏（弘前市長）
- 外崎修汰（埼玉西武ライオンズ選手）
- 鈴木研一（ミュージシャン、ロックバンド『人間椅子』ベーシスト）